# Богдановка (Харьковская область)
Богдановка (укр. Богданівка) — село,
Новонадеждинский сельский совет,
Близнюковский район,
Харьковская область.
Код КОАТУУ — 6320684603. Население по переписи 2001 г. составляет 145 (56/89 м/ж) человек.

## Географическое положение
Село Богдановка находится в 2,5 км от села Новонадеждино, в 1,5 км село Новотроицкое.

## История
- 1850 — дата основания.

## Экономика
- В селе есть молочно-товарная и свинотоварная фермы.